# Krćevac
Krćevac (em cirílico: Крћевац) é uma vila da Sérvia localizada no município de Topola, pertencente ao distrito de Šumadija, na região de Šumadija. A sua população era de 617 habitantes segundo o censo de 2011.

## Demografia
| 1948 | 1953 | 1961 | 1971 | 1981 | 1991 | 2002 | 2011 |
| ---- | ---- | ---- | ---- | ---- | ---- | ---- | ---- |
| 1008 | 1010 | 1002 | 902  | 836  | 794  | 775  | 617  |